# Mellotron
Il mellotron è uno strumento musicale a tastiera divenuto popolare tra la fine degli anni sessanta e la prima metà degli anni settanta. Fu utilizzato per la prima volta da Graham Bond nell'album The Sound of '65. Successivamente è stato usato anche da molti altri artisti, tra cui i Beatles, Brian Jones e i Rolling Stones, i Procol Harum, i Pink Floyd, i Moody Blues, i Deep Purple, i Genesis, Rick Wakeman e gli Yes, John Paul Jones e i Led Zeppelin, Robert Fripp e i King Crimson, Robert Wyatt, i Jethro Tull, Barclay James Harvest, i Motorpsycho, i Verdena, Herbie Hancock e i Pooh.
Lo strumento non ha un suono proprio, essendo pensato e realizzato per riprodurre strumenti musicali tipici dell'orchestra sinfonica o voci umane. Un esempio dei suoni selezionabili si può ascoltare nei primi secondi della canzone Strawberry Fields Forever, dove lo strumento, che allora era quasi sconosciuto, è suonato da Paul McCartney. Il mellotron è diventato negli anni settanta uno dei pilastri per i tessuti sinfonici molto usati nel progressive rock.

## Funzionamento

Funzionamento interno del mellotron. La pressione di un tasto (1) agisce su due viti (2), che collegano una superficie a pressione (3) con la testina (5) e la rotella di pitch (4) con un rullo in continua rotazione (6). Il nastro viene tirato dal rullo ad una velocità controllata, tramite una molla di tensione (8/10), e collocato temporaneamente in un alloggiamento apposito (7), fino a che il tasto viene rilasciato. Originariamente, la durata del campione è di 8 secondi.

Il mellotron ha un funzionamento simile a quello di un sampler, ma genera i suoni tramite nastri registrati. Quando viene premuto un tasto, il nastro collegato viene spinto sulla testina di riproduzione, come in un registratore a nastro. Finché il tasto resta abbassato, il nastro scorre sulla testina e il suono viene riprodotto. Quando il tasto viene rilasciato (sollevandosi, quindi, come in un pianoforte o altri strumenti a tastiera), una molla fa tornare indietro il nastro alla sua posizione di riposo.
Sullo strumento è disponibile una varietà di suoni: nei primi modelli è presente una ripartizione fra sezioni ritmiche e sezioni soliste. Questa ripartizione viene poi superata nei modelli successivi. Il telaietto che contiene i nastri è progettato per poter essere rimosso e sostituito con altri suoni registrati.

## Storia

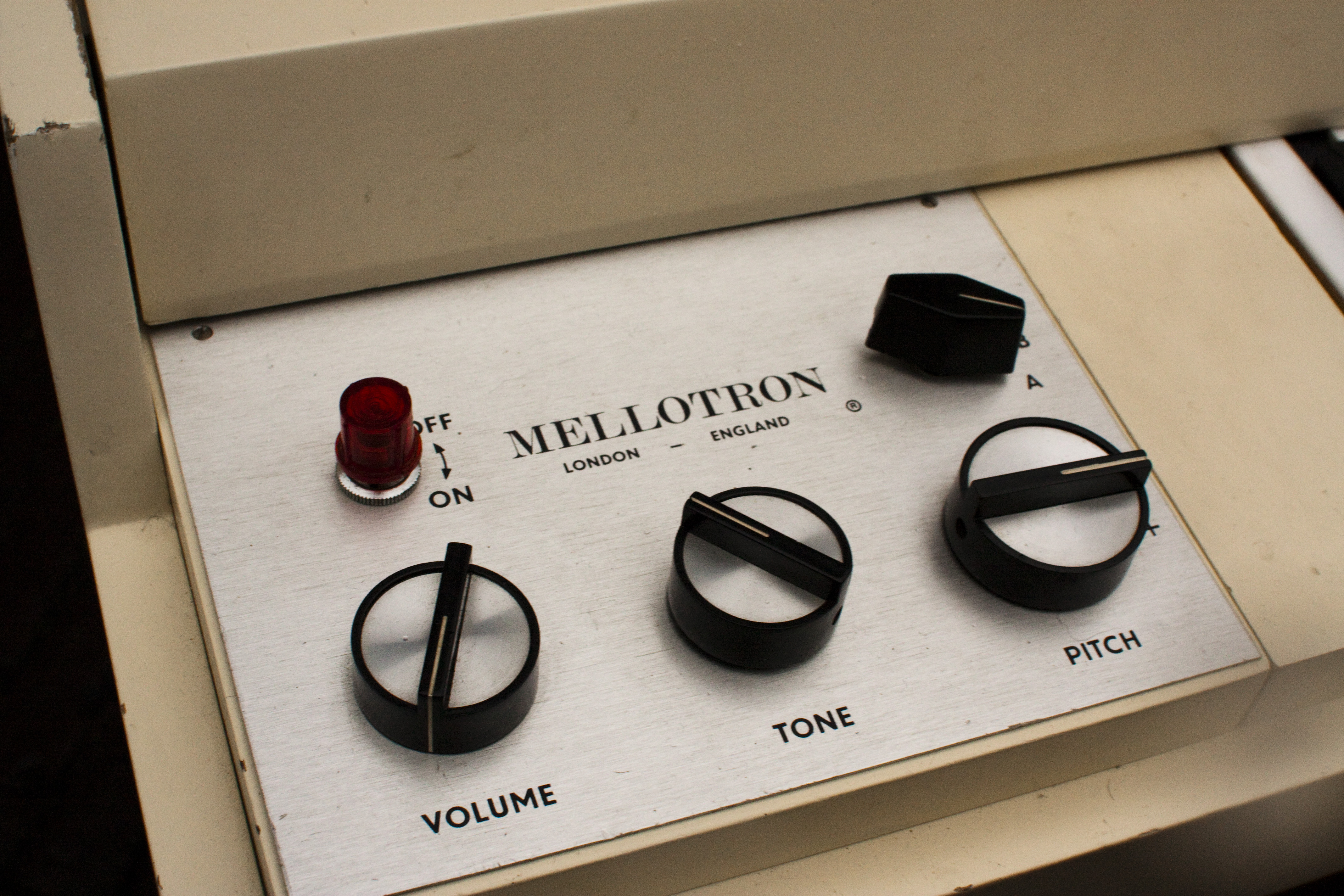
Pannello di controllo del modello M400

Inizialmente venne creato e pubblicizzato come strumento da casa, similmente ad un organo da salotto. Lo dimostrano le prime versioni, dove l'imponente e artistica costruzione in legno non permetteva molti spostamenti.
È considerato l'antenato dei moderni campionatori, poiché la pressione di ciascun tasto innesca la riproduzione di un segmento di nastro magnetico su cui è stato precedentemente registrato il suono di archi, cori e flauti (i suoni più comuni, ma anche violoncello e vari strumenti a fiato). La durata del campione era di 8 secondi; terminato il segmento di nastro, bisognava alzare il dito dal tasto e ripremerlo. In quella frazione di secondo una molla riavvolgeva il nastro riposizionandolo al punto di start.
Inizialmente ogni modello poteva riprodurre solo un suono, quello corrispondente ai nastri installati. Successivamente fu creato un sistema a cartucce, grazie al quale si poteva smontare il blocco dei nastri e sostituirlo con un altro differente. L'ultima versione includeva un blocco rotante con quattro sezioni di nastri e diversi suoni che potevano essere cambiati girando una manovella sullo strumento.
Lo strumento era delicatissimo ed ogni pezzo di nastro doveva essere esattamente lungo come gli altri. La velocità di scorrimento di ogni nastro andava calibrata per mantenere tutti i tasti intonati fra loro. I nastri che si rompevano potevano essere sostituiti e i campioni originali erano conservati presso la casa madre.

### In Italia
Negli anni settanta fu introdotto in Italia e largamente utilizzato da musicisti come Equipe 84, PFM, Museo Rosenbach, Pooh, Le Orme, Banco del Mutuo Soccorso, Matia Bazar, Celeste, Osanna, Adalberta Brunelli e molti altri. Il Giardino dei Semplici lo usa in forte prevalenza nel suo secondo album, Le Favole del Giardino (1977). Vanno ricordati anche Checco Marsella, che lo suonò nel concept album Terra in bocca (1971) del gruppo I Giganti, e Massimo Roselli che, invece, lo suonò nel concept album Quella Vecchia Locanda (1972) dell'omonimo gruppo. Paolo Rustichelli usa il mellotron nell'album di rock progressivo Opera Prima (1970).

## L'oblio e la riscoperta
Dopo un periodo di oblio dovuto all'avvento dei sintetizzatori digitali, al notevole peso e alla proverbiale instabilità dei modelli "storici" come l'M-400, negli anni novanta è stato riscoperto grazie a gruppi di rock progressivo come Änglagård, Anekdoten, Spock's Beard, Bigelf e Landberk, Porcupine Tree e altri, tra i quali The Smashing Pumpkins, Motorpsycho, Red Hot Chili Peppers, Oasis, U2 e Muse. È stato utilizzato anche dai Verdena durante le registrazioni di diversi album (Solo un grande sasso, Requiem e Wow).
Recentemente è stato messo in produzione il modello Mk-VI.
Dal 2009 è disponibile il Mellotron M4000D, ovvero un mellotron digitale con tutte le registrazioni dei Mellotron e Chamberlin, ovviamente senza la limitazione di durata massima di 8 secondi, a suo tempo dettata dall'utilizzo del nastro magnetico.
Le sonorità dei mellotron originali a nastri magnetici sono oggi disponibili come plugin VST, di vasto utilizzo nel software musicale (sampler, DAW)

## Modelli
- Mk I (1963)
- Mk II (1964)
- FX console (1965)
- M300 (1968) – tastiera unica a 52 tasti, rotella di controllo pitch
- M400 (1970) – tastiera unica a 35 tasti. È il modello più diffuso, anche per le caratteristiche portatili
- EMI M400 (1970) – Versione speciale prodotta dalla EMI su licenza
- Mark V (1975) – a doppia tastiera
- Novatron Mark V (1977)
- Novatron 400
- T550 (1981)
- Mark VI (1999) – versione migliorata dell'M400
- Mark VII
- Skellotron (2005)
- M4000 (2007)